# Brunellia littlei
Brunellia littlei är en tvåhjärtbladig växtart. Brunellia littlei ingår i släktet Brunellia och familjen Brunelliaceae.

## Underarter
Arten delas in i följande underarter:
- B. l. caucana
- B. l. littlei